# The Destroyed Room: B-Sides and Rarities
Albums de Sonic Youth
Rather Ripped
(2006) SYR7: J'Accuse Ted Hughes
(2008)
The Destroyed Room: B-Sides and Rarities est une compilation du groupe Sonic Youth, publiée le 12 décembre 2006, sur le label Geffen. Comme son nom l'indique, elle est composée de diverses raretés du groupe : faces B, participations à des compilations... On y trouve également deux inédits enregistrés lors des Noho Furniture Sessions, en 2001. En revanche, contrairement à ce que le titre du disque laisse penser, il ne contient pas le morceau The Destroyed Room, que l'on peut en revanche retrouver sur Dirty Deluxe Edition.

## Titres
1. Fire Engine Dream [2003, out-take de l'album Sonic Nurse]
2. Fauxhemians [2001, compilation All Tomorrow's Parties 1.1 (enregistré lors des Noho Furniture Sessions)]
3. Razor Blade [1994, face B de Bull in the Heather]
4. Blink [1999, B.O. Pola X]
5. Campfire [2000, compilation At Home With The Groovebox]
6. Loop Cat [2003, compilation You Can Never Go Fast Enough]
7. Kim's Chords [2003, morceau bonus de l'édition japonaise de Sonic Nurse]
8. Beautiful Plateau [2003, morceau bonus de l'édition japonaise de Sonic Nurse]
9. Three Part Sectional Love Seat [2001, inédit (enregistré lors des Noho Furniture Sessions)]
10. Queen Anne Chair [2001, inédit (enregistré lors des Noho Furniture Sessions)]
11. The Diamond Sea (Alternate Ending) [1995, B-side de The Diamond Sea ; version de 26 minutes du morceau de Washing Machine]